# Superbus (группа)
Superbus — французская поп-панк-группа, образованная в конце 1990-х гг. Дженнифер Аяш (Jennifer Ayache). Музыка группы по звучанию объединяет в себе элементы французского рока, американского рока 1950-x, 1960-х и 1980-х, а также калифорнийского панка. Superbus выпустили 4 студийных альбома, последний из которых, Lova Lova, выпущен в феврале 2009.

## Участники группы

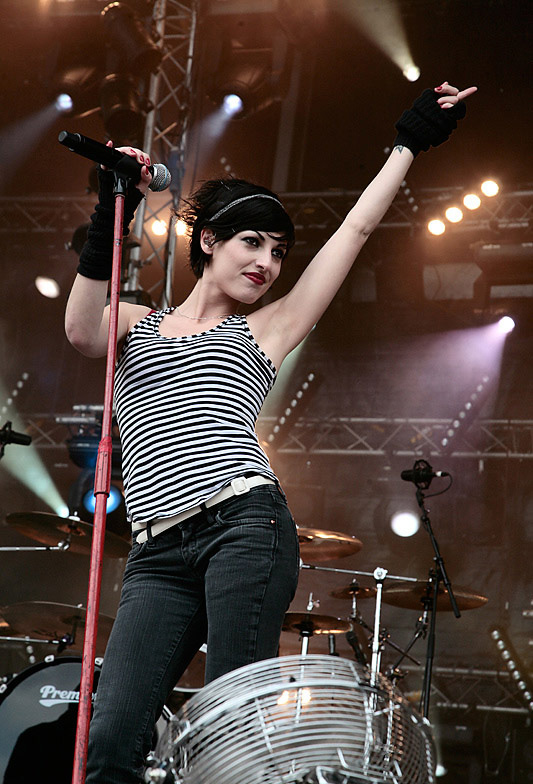
Jennifer Ayache

- Jennifer Ayache, "Jenn": вокал, гитара
- Patrice Focone, "Pat": гитара, вокал (доп.)
- Michel Giovannetti, "Mitch": гитара, вокал (доп.)
- François Even|François-Xavier Even: бас-гитара, вокал (доп.)
- Greg Jacks|Gregory Jacks, "Greg": ударные

## Дискография

### Студийные альбомы
- Aéromusical, 19 марта 2002
- Pop’n’Gum, 1 июня 2004
- Pop’n’Gum (переиздание), 14 марта 2005
- Wow, 16 октября 2006
- Super Acoustique, 24 марта 2008
- Lova Lova, 9 февраля 2009
- Sunset, 2012

### Синглы
- Tchi-Cum-Bah, 22 октября 2002
- Superstar, март 2003
- Into The Groove, июль 2003
- Monday to Sunday, декабрь 2003
- Sunshine, май 2004
- Radio Song, ноябрь 2004
- Pop’n'Gum, июль 2005
- Little Hily, сентябрь 2005
- Le Rock à Billy, июнь 2006
- Butterfly, июль 2006
- Lola, март 2007
- Travel the World, сентябрь 2007
- Ca Mousse, март 2008
- Addictions, ноябрь 2008
- Apprends-Moi,2009
- Mes Défauts, 2010
- All Alone, 2012
- A La Chaîne, 2012
- Whisper, 2012

### Официальные DVD
- Live à Paris, 24 марта 2008